# ネルソン・オルグレン

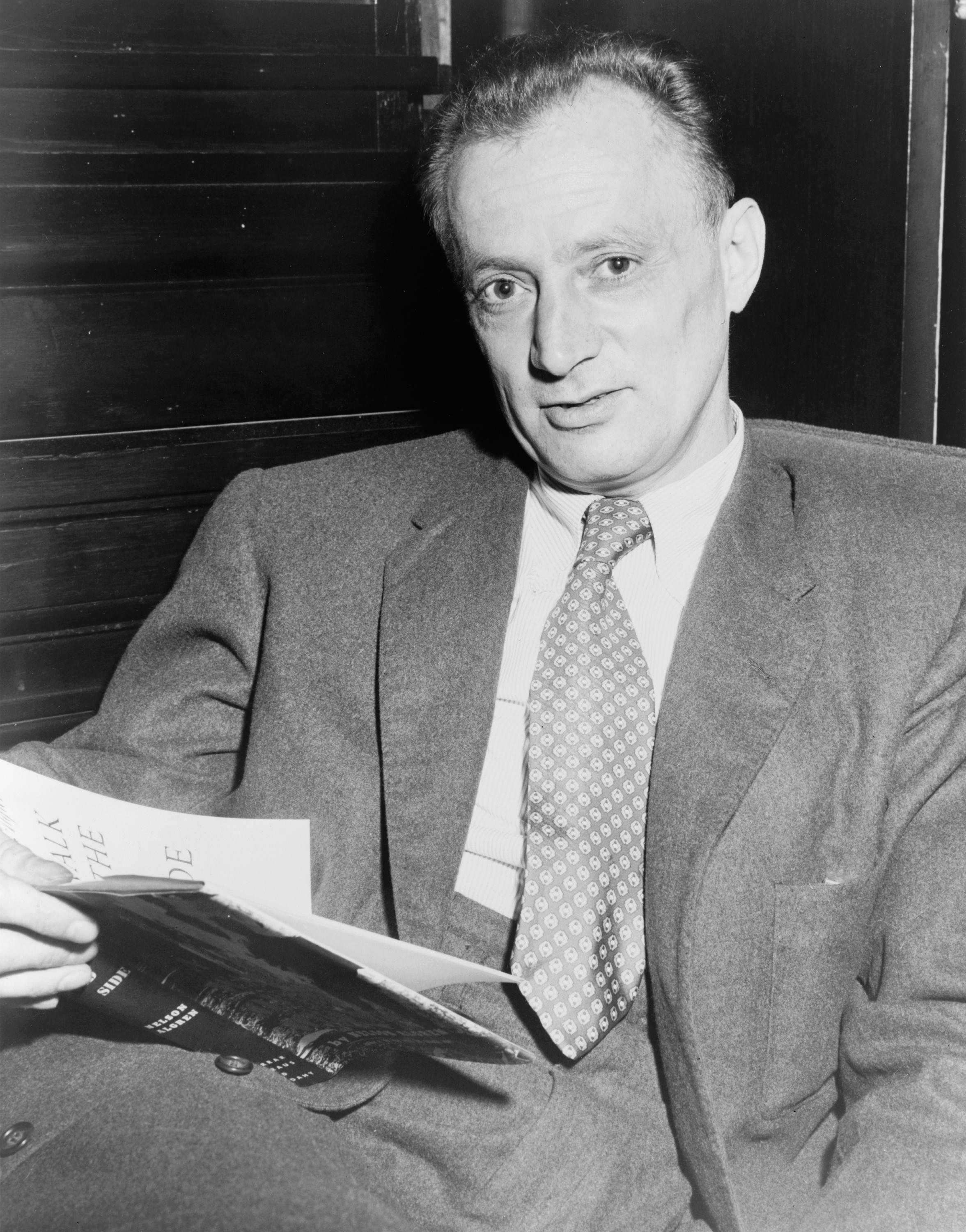
ネルソン・オルグレン

ネルソン・オルグレン（Nelson Algren、1909年3月28日 - 1981年5月9日）は、アメリカ合衆国の作家。
ミシガン州デトロイトで生まれ、イリノイ大学卒業。『黄金の腕』などの長編小説で国際的に高い評価を受けたが、地元シカゴでは歓迎されなかった。1950年、全米図書賞受賞。1949年頃、渡米したシモーヌ・ド・ボーヴォワールと恋愛関係にあったが、ボーヴォワールがサルトルのもとに戻ったため恋愛は終わった。
日本においては寺山修司に影響を与えたことでも知られる。1969年に来日している。 

## 著書
- 『朝はもう来ない』（Never Come Morning(1942)、宮本陽吉訳、パトリア） 1958
のち河出書房新社
- 『黄金の腕』（The Man with the Golden Arm(1949)、高橋豊訳、早川書房） 1956
のちハヤカワ文庫
- 『荒野を歩め』（A Walk on the Wild Side(1956)、三谷貞一郎訳、晶文社） 1975
- 『シカゴ、シカゴ』（Chicago, the City on the make(1951)、中山容訳、晶文社） 1988

## 映画化された作品
- 『黄金の腕』（1955年） - 製作・監督オットー・プレミンジャー
- 『荒野を歩け』（1962年） - 監督エドワード・ドミトリク